# Mola d'Ares

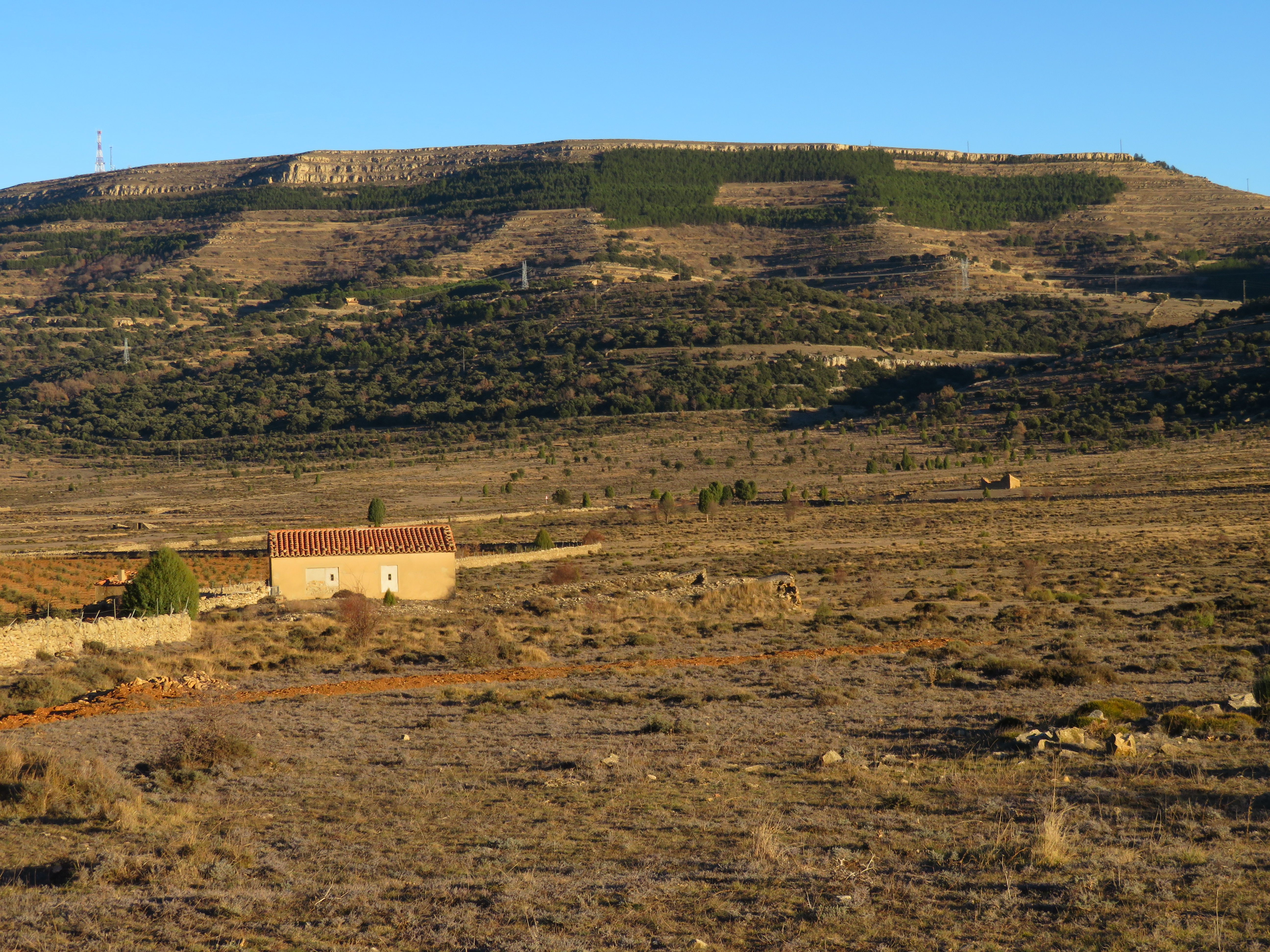
La Mola d'Ares (Ares del Maestrat).

Mola d'Ares är ett berg i Spanien. Det ligger i provinsen Província de Castelló och regionen Valencia, i den östra delen av landet, 300 km öster om huvudstaden Madrid. Toppen på Mola d'Ares är 1 321 meter över havet, eller 273 meter över den omgivande terrängen. Bredden vid basen är 19,7 km.
Terrängen runt Mola d'Ares är huvudsakligen lite kuperad. Runt Mola d'Ares är det mycket glesbefolkat, med 3 invånare per kvadratkilometer. Närmaste större samhälle är Morella, 17,1 km norr om Mola d'Ares. Trakten runt Mola d'Ares består i huvudsak av gräsmarker.

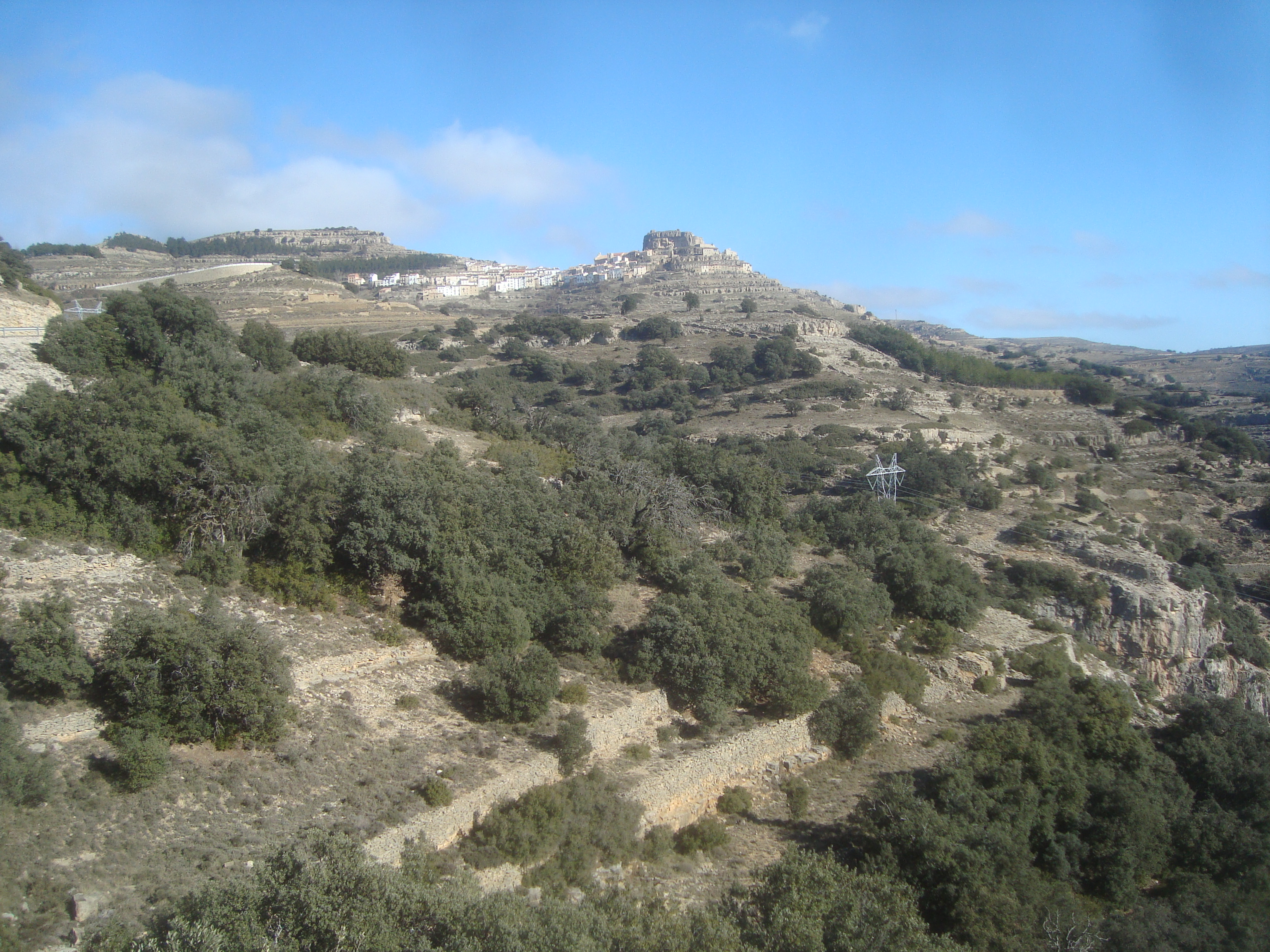
Ares del Maestrat.

## Kommentarer

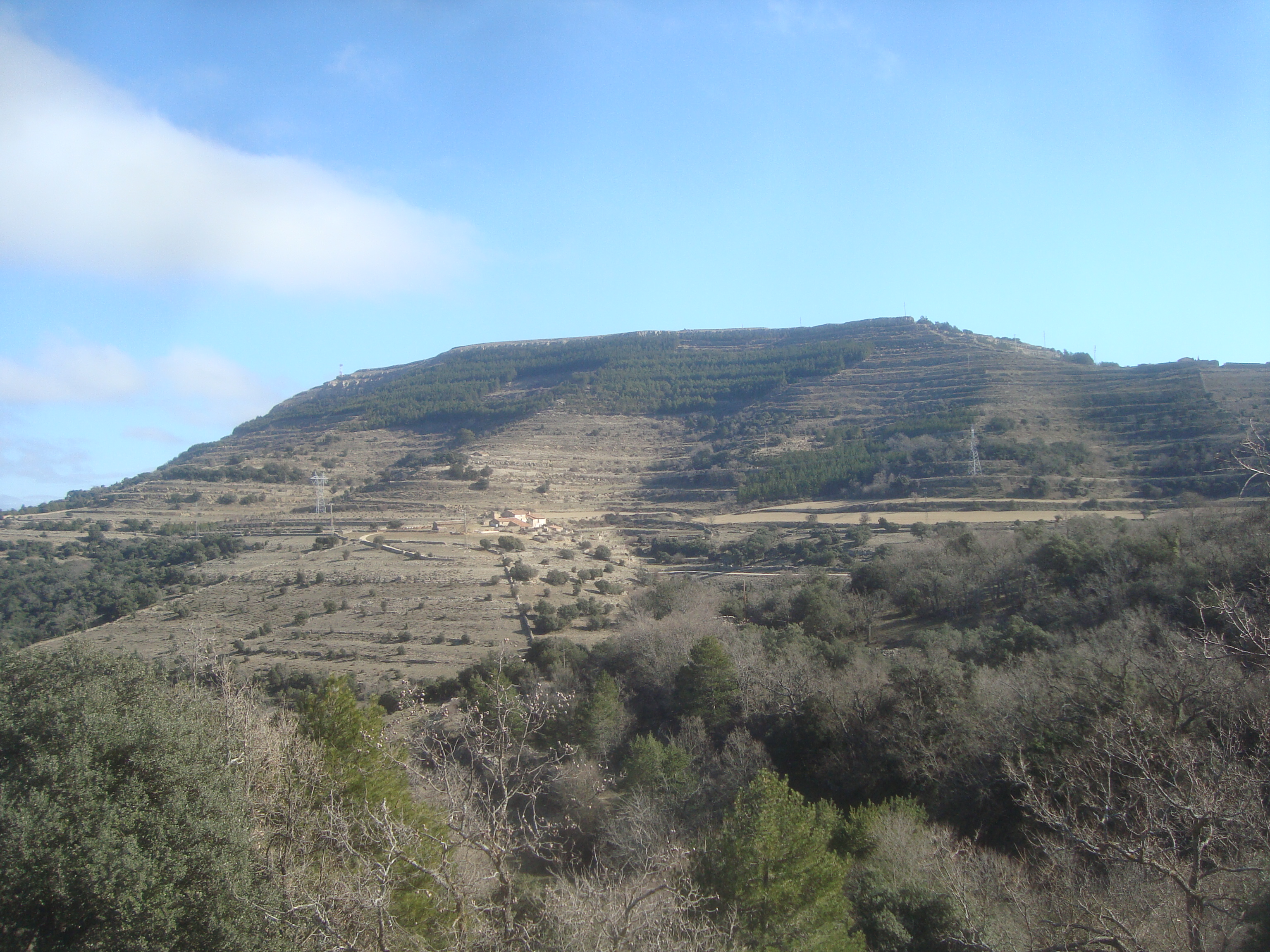
Mola de la Vilà Ares del Maestrat..